# Maëlia Lapoujade
Pas d'image ? Cliquez ici

a Compétitions nationales et continentales officielles uniquement.

b Matchs officiels uniquement.
Maëlia Lapoujade, née le 18 octobre 1996, est une joueuse française de rugby à XV occupant le poste de pilier. Elle évolue en club au sein du Stade toulousain.

## Biographie
Le 21 janvier 2019, elle remplace Julie Duval et intègre l'équipe de France pour le Tournoi des Six Nations.
Le 18 mai 2019, elle dispute la finale du championnat de France, titulaire à l'aile, avec le Stade toulousain contre Montpellier. Les toulousaines s'inclinent 22 à 13 au Stade Maurice-Trélut à Tarbes.

## Palmarès
- Championnat de France :
  - Vainqueur : 2022
  - Finaliste : 2019